# Raoul Augereau
Pour les articles homonymes, voir Augereau.
Raoul Jean Eugène Augereau, né le 4 octobre 1889 à Chavagné (Deux-Sèvres) et mort pour la France le 18 mai 1940 au Catelet (Aisne), est un général de brigade aérienne français.
Sa sépulture familiale se trouve à Fomperron, où il repose.

## Biographie
Fait partie de la IX Armée en 1940.
Alors que les Allemands de 6. PzD s'avancent vers Wassigny, le général Billotte invite le général Giraud à se replier vers Le Catelet avant de joindre Cambrai. Informé de la position du quartier général de Giraud à la mairie du Catelet, Augereau l'y retrouve pour lui rendre compte de la situation désastreuse de ses aviateurs. C'est lors de l'encerclement du village qu'Augereau est mortellement atteint au front, alors que Giraud, lui, est fait prisonnier plus tard par von Kleist.
Il est l'un des treize officiers généraux français morts au cours des opérations de mai-juin 1940.

## Distinctions
- Commandeur de la Légion d'honneur
- Croix de guerre 1914–1918
- Médaille interalliée de la Victoire
- Médaille commémorative de la guerre 1914–1918